# Ernest Moodie
Ernest Moodie (nascido em 29 de junho de 1959) é um ex-ciclista caimanês. Ele representou as Ilhas Cayman em três eventos durante os Jogos Olímpicos de Verão de 1984.